# Yves Navarre
Yves Navarre (Condom, Gascunya, 24 de setembre de 1940 - París, 24 de gener de 1994) fou un escriptor occità en francès.
El tema de l'homosexualitat fou una constant en la seva obra des de la seva primera novel·la, Lady Black (1971).
Va rebre el Premi Goncourt en 1980.
Es va llevar la vida amb una sobredosi de barbitúrics.

## Obres
- Lady Black,Flammarion, 1971.
- Evolène, Flammarion, 1972.
- Les Loukoums, Flammarion, 1973.
- Le Cœur qui cogne, Flammarion, 1974.
- Killer : roman, Flammarion, 1975.
- Plum Parade : vingt-quatre heures de la vie d'un mini-cirque, Flammarion, 1975.
- Niagarak, Grasset, 1976.
- Le Petit Galopin de nos corps, (publicat en 1977 per Robert Laffont), recentment reeditat amb un prefaci de Serge Hefez, coll. "Classiques H&O poche", Béziers : H&O, 2005. 10,8 x 17,8cm. 256 pages. ISBN 2-84547-109-2
- Kurwenal ou la Part des êtres, Robert Laffont, 1977.
- Je vis où je m'attache, Robert Laffont, 1978.
- Le Temps voulu, Flammarion, 1979.
- Portrait de Julien devant sa fenêtre, Robert Laffont, 1979; H&O, 2006.
- Le Jardin d'acclimatation, Flammarion, 1980.
- Romances sans paroles, Flammarion, 1982.
- Premières Pages, Flammarion, 1983.
- L'Espérance de beaux voyages, 1 : Eté-automne, Flammarion, 1984.
- Phénix, le paysage regarde, il·lustrat per Jean Dieuzaide i Lucien Clergue, P. Montel, 1984.
- Louise, Flammarion, 1985.
- Fête des mères, Albin Michel, 1987.
- Romans, un roman, Albin Michel, 1988
- Hôtel Styx, Albin Michel, 1989.
- Douce France, Québec, Leméac, 1990.
- La Terrasse des audiences au moment de l'adieu, Montréal, Leméac, 1990.
- Ce sont amis que vent emporte, Flammarion, 1991. Llibre on parla del SIDA.[4]
- La Vie dans l'âme, carnets , Montréal, Le Jour / VLB, 1992.
- Poudre d'or, Flammarion, 1993.
- Dernier dimanche avant la fin du siècle, Flammarion, 1994.
- La Ville Atlantique, Leméac/Actes Sud, 1996.
- Dialogue de sourdes, Nice, La Traverse, 1999.
- La Dame du fond de la cour, Leméac/Actes Sud, 2000.
- Avant que tout me devienne insupportable, H&O, 2006.

### Teatre
- Théâtre, 3 tomes, Flammarion, 1974, 1976, 1982.

### Autobiografia
- Biographie, Flammarion, 1981.
- Une vie de chat, Albin Michel, 1986.
- Un condamné à vivre s'est échappé, textes, entretiens et poèmes, amb Pierre Salducci, Hull [Québec], Vents d'Ouest, 1997.